# Inge Van Olmen
Inge Van Olmen (Herentals, 29 december 1966) is een Vlaams actrice.

## Loopbaan
Van Olmens bekendste rol is die van Lili in Lili en Marleen. In 1993 was ze een van de hoofdpersonages in het begin van Wittekerke als Christel Steveniers. Ondanks haar prominente rol werd haar personage na vier afleveringen vermoord. Acht jaar later keerde ze terug onder een ander personage, Suzanne Samyn. Deze rol speelde ze twee jaar, tot ook zij vermoord werd.
Van Olmen speelde gastrollen in: Spoed (moeder), Recht op Recht (Greet Nachtegaele), Flikken (Patricia), Rupel (Sonja), F.C. De Kampioenen (Wendy), Zone Stad, Kinderen van Dewindt (Kathy), Verschoten & Zoon (Vertegenwoordigster van Tupperware en Thérèse), Witse (An Taeymans in 2005, Elise in 2007) en Familie (Kathy in 1996, Kaat Mariën in 2008).
Anno 2009 werkt zij als psychotherapeute. 

## Rollen in televisieseries
- Copy Copy (1992)
- Wittekerke (1993), als Christel Steveniers
- Interflix (1994), als Saint-Flour
- Lili en Marleen (1994-1995), als Lili
- Thuis (1996), als journaliste
- Vennebos (1997)
- Familie (1997), als Kathy
- Lili en Marleen (1997-1999), als Lili
- Samson en Gert (1999), als klant bij kleermaker Alberto
- Verschoten & Zoon (1999), als vertegenwoordigster van Tupperware
- Pa heeft een lief (2000), als Rachel De Doncker
- Wittekerke (2001-2003), als Suzanne Samyn
- Spoed (2002), als moeder
- Recht op Recht (2002), als Greet Nachtegaele
- Flikken Gent (2004), als Patricia
- Rupel (2004), als Sonja
- F.C. De Kampioenen (2005), als Wendy
- Zone Stad (2005)
- Kinderen van Dewindt (2005), als Kathy
- Verschoten & Zoon (2005), als Thérèse
- Witse (2005), als An Taeymans
- Sara (2007), als klant
- Witse (2007), als Elise
- Familie (2008), als Kaat Mariën
- Spoed (2008), als Mia
- Aspe (2009), als Dora Dauxois
- David (2010), als verpleegster
- Lili en Marleen (2010), als Lili